# Burni Beutong
Burni Beutong är ett berg i Indonesien.   Det ligger i provinsen Aceh, i den västra delen av landet, 1 600 km nordväst om huvudstaden Jakarta. Toppen på Burni Beutong är 2 623 meter över havet, eller 283 meter över den omgivande terrängen. Bredden vid basen är 2,7 km.
Terrängen runt Burni Beutong är bergig åt sydväst, men åt nordost är den kuperad.Runt Burni Beutong är det glesbefolkat, med 10 invånare per kvadratkilometer. Det finns inga samhällen i närheten. I omgivningarna runt Burni Beutong växer i huvudsak städsegrön lövskog.